# Canton de Bourg-en-Bresse-Est
Le canton de Bourg-en-Bresse-Est est une ancienne division administrative française, située dans le département de l'Ain en région Auvergne-Rhône-Alpes.

## Histoire

Localisation du canton dans l'Ain avant 2015

Le canton est créé par le décret du 25 janvier 1982 sous le nom canton de Bourg-Est. Il est alors formé d'une fraction de la commune de Bourg-en-Bresse ainsi que des communes de Montagnat et Saint-Just. Celles-ci sont rattachées au nouveau canton de Péronnas en décembre 1984.
Par le décret du 13 février 2014, le canton est supprimé à compter des élections départementales de mars 2015, en application de la loi du 17 mai 2013 prévoyant le redécoupage des cantons français.

## Administration
| Période      | Période      | Identité          | Étiquette | Qualité |
| ------------ | ------------ | ----------------- | --------- | --- |
| mars 1982    | octobre 1988 | Françoise Convert | RPR       | Maire de Saint-Just de 1983 à 2008 |
| octobre 1988 | 2015         | Rachel Mazuir     | PS        | Professeur d'éducation physique et sportive Président du conseil général (2008-2015) Sénateur depuis 2008 Adjoint au maire de Bourg-en-Bresse (1977-1989) et (1995-2001) |

## Composition
Le canton de Bourg-en-Bresse-Est se composait d’une fraction de la commune de Bourg-en-Bresse. Il comptait 12 276 habitants (population municipale) au 1er janvier 2012.
| Nom                         | Code Insee | Intercommunalité                | Population (dernière pop. légale)               |
| --------------------------- | ---------- | ------------------------------- | ----------------------------------------------- |
| Bourg-en-Bresse (chef-lieu) | 01053      | CA du Bassin de Bourg-en-Bresse | Fraction : 12 276(2012) Commune : 40 967 (2014) |

## Démographie
| 1982 | 1990   | 1999   | 2006   | 2011   | 2012   |
| ---- | ------ | ------ | ------ | ------ | ------ |
| -    | 15 355 | 13 433 | 12 653 | 12 365 | 12 276 |